# Upsala-Ekeby AB

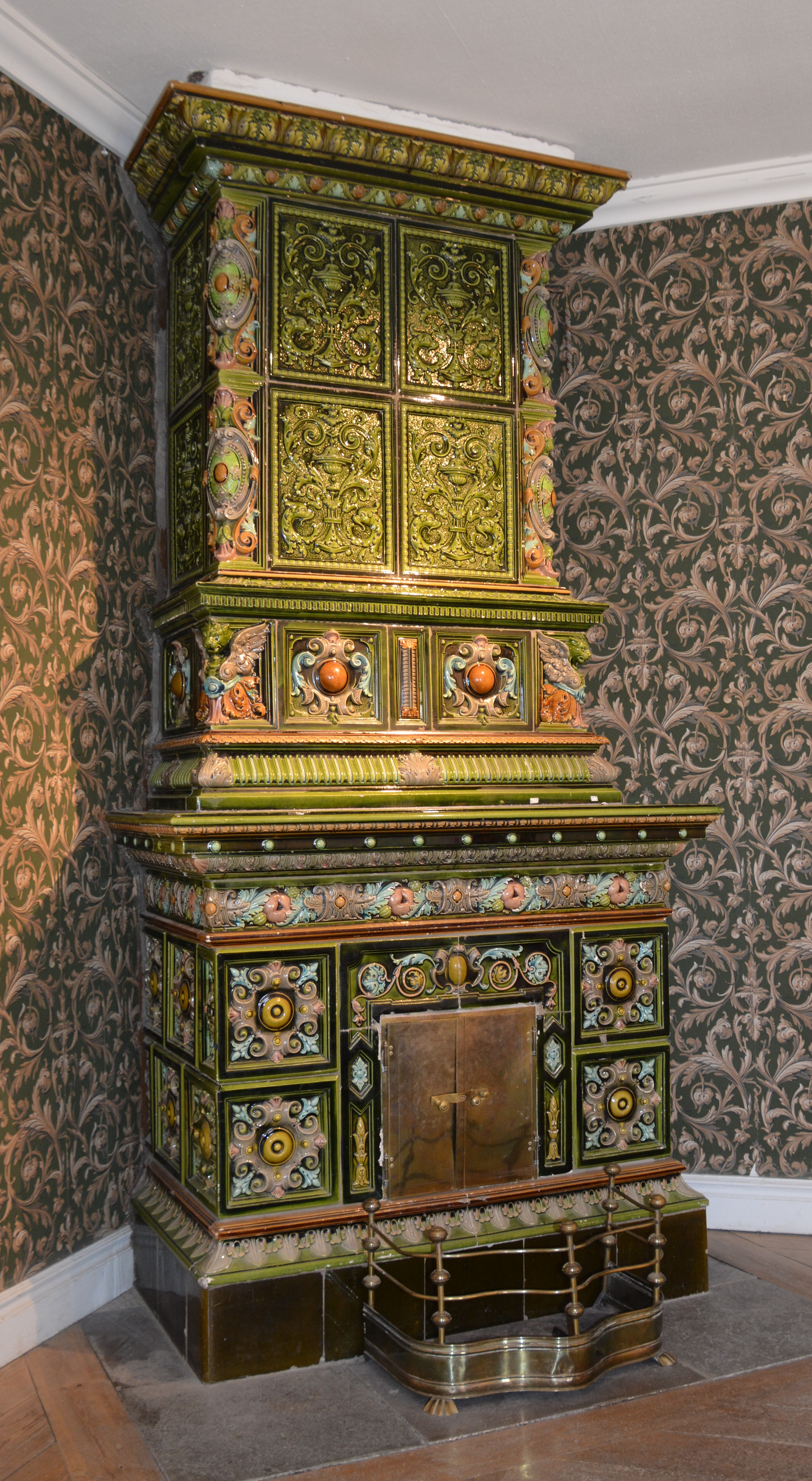
Kakelugn från Uppsala-Ekeby av tysk modell, 1880-talet

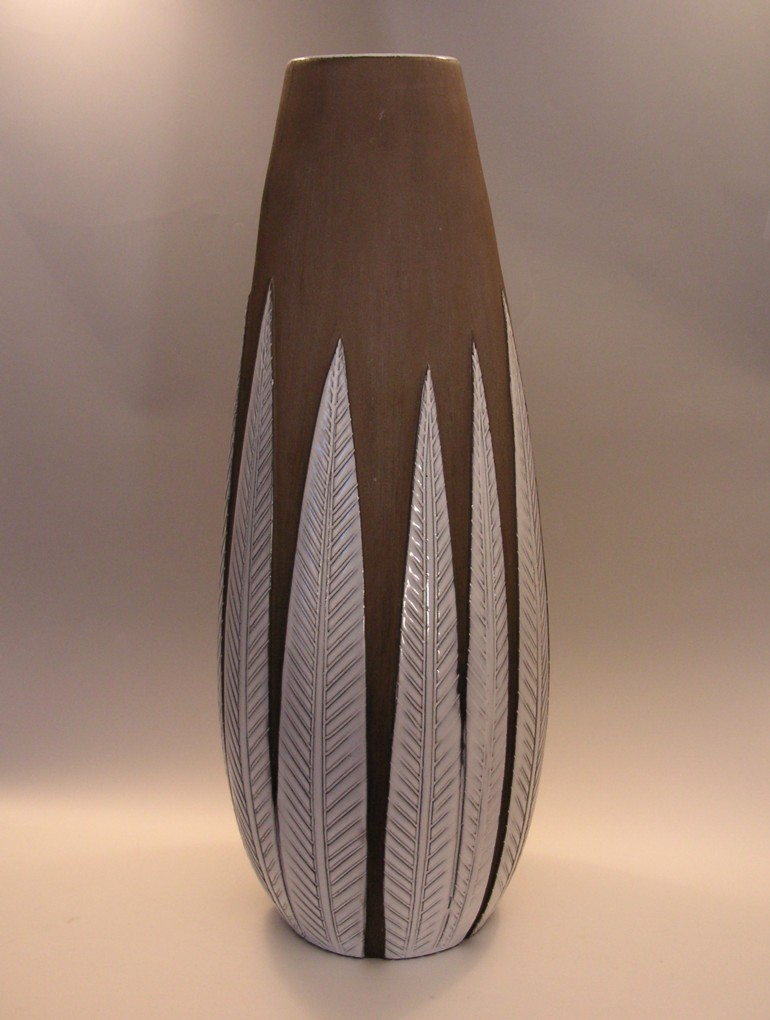
Anna-Lisa Thomsons Paprika, 1948

Upsala-Ekeby AB var ett porslins-, glas- och matbesticksföretag med ursprung i det 1886 anlagda tegel- och keramikbruket Ekeby bruk i Bondkyrko socken mellan vad som idag är Eriksberg och Flogsta i Uppsala.

## Historik
Ekeby bruk bildades 1886 för att på fastigheten Ekeby nr 2 i Bondkyrko landskommun, Uppsala län starta produktion av tegel och kakel. Råvaran i form lerrik mark fanns inom fastigheten, och leran hade vid provbränning befunnits mycket lämplig för keramisk tillverkning. Bland stiftarna till företaget fanns de kända Uppsalasläkterna von Bahr, Ekstrand och Holm, som under flera decennier kom att prägla bolagets utveckling till ett framgångsrikt industriföretag. Tegeltillverkningen kunde inledas samma år som bolaget bildades, keramik- och kakeltillverkningen året därpå. Efter 1910 började en hårdare konkurrens göra sig kännbar på kakelugnsmarknaden.
Under första tiden tillverkades byster och urnor i terrakotta vid sidan av tegel och kakelugnar, efter en tid togs även krukor, vaser och fat upp i produktionen. Man deltog bland annat med sina kakelugnar på Allmänna konst- och industriutställningen 1897 och Helsingborgsutställningen 1903. År 1911 ombildades bolaget till aktiebolag under namnet Upsala-Ekeby AB och produktionen moderniserades och prydnadsgods fick en större roll. Man deltog även vid Baltiska utställningen 1914. En av de värsta konkurrenterna var Upsala Kakelfabrik AB. Då Upsala-Ekeby slutligen lyckades köpa upp denna fabrik 1916 blev dess verkställande direktör Axel Sterner i stället koncernchef för Upsala-Ekeby. År 1926 köptes det konkursdrabbade AB Lerindustri i Örebro, där verksamheten drevs vidare av Ekeby fram till 1932 under namnet Örebro Fajans för att därefter läggas ned.
På 1910-talet kopierade man fortfarande utländska keramiska produkter, men Hemutställningen 1917 på Liljevalchs och Svenska Slöjdföreningens kamprop "vackrare vardagsvara" ledde till att företaget började anställa konstnärer. Bland de första var Ewald Dahlskog, Edvin Ollers, Einar Nerman och Einar Forseth. Runt 1920 var Ekeby bruk en av de större kakel- och keramikfabrikerna i norra Europa. Samtidigt började kakelugnstillverkningen att minska till följd av modernisering inom värmeförsörjningen genom centralvärme. Den sista kakelugnen tillverkades 1945. I stället kom kakelplattor att bli Upsala-Ekebys nya stora produkt. Tegeltillverkningen avvecklades redan på 1930-talet.
Tillverkningen av hushålls- och konstkeramik blev med tiden framgångsrik och Upsala-Ekeby hade ett flertal skickliga formgivare och keramiker som ytterligare ökade tillverkningens popularitet och status. Allt gods vid Upsala-Ekeby var lergods av lera som fanns nära fabriken. Upsala-Ekeby förkortades ofta med ett "UE" under godset i fråga, eller med endast ordet "Ekeby". En konkurrent i Uppsala med likartad produktion som Upsala-Ekeby (tegelbruk, kakel- och keramisk fabrik) var S:t Eriks Lervarufabriker. År 1937 köpte Upsala-Ekeby Sankt Eriks keramikfabrik, som man lade ned redan följande år. Vissa prydnadsföremål från fabrikens tillverkning fortsatte man dock tillverka, men med UE-stämpeln. Redan 1925 hade man köpt upp konkurrenten AB Lerindustri i Örebro, där tillverkningen fortsatte 1926-1928 under namnet Örebrofajans. 1932 köpte man upp Sala Kakelfabrik och lade ned tillverkningen där.
År 1936 införlivades Gefle Porslinsfabrik AB i koncernen och 1942 även AB Karlskrona Porslinsfabrik. När plasten under efterkrigstiden började utgöra konkurrerande material inom vissa områden för den keramiska industrin förvärvade Upsala-Ekeby 1947 kemiföretaget AB Syntes i Nol utanför Göteborg. Detta företag kom sedermera bland annat att inrikta sig som råvarutillverkare för båtindustrin.
Ett av flera stora företagsförvärv gjordes 1964 då porslinstillverkaren Rörstrand blev en del av UE-koncernen. Konceptidén om "det dukade bordet" gjorde att även Reijmyre glasbruk, Kosta Boda (glas) och GAB Gense (bestick) köptes. Andra delar av Upsala-Ekeby såldes samtidigt, bland annat byggvarudelen 1968 till Beijer Bygg. Den omfattande lantbruksrörelse som även ingick i koncernen med spannmålsodling och kalvuppfödning vid arrendegårdarna Kvarnbo, Österby, Flogsta och Steninge avvecklades eller såldes också.
Upsala-Ekebys keramiska tillverkning i Uppsala började under 1960-talet att få allt större försäljningsproblem. Tillverkningen av keramik och blomkrukor vid Ekeby bruk upphörde i början av 1970-talet då den nybyggda anläggningen Steninge Keramik AB vid Fyrislundsområdet togs i drift. Även denna fabrik avvecklades dock efter en tid. År 1973 såldes både industrilokaler och bostäder vid Ekeby bruk till Uppsala kommun med rätt till Upsala-Ekeby att arrendera lokalerna under en tioårsperiod. En successiv nedläggning började därmed, och den 25 oktober 1977 lades väggplattfabriken vid Ekeby bruk slutligen ned. De gamla fabrikslokalerna är i dag en företagsby som bland annat inhyser ett antal småföretag och två gymnasieskolor.
Under åren hade de övriga keramiska fabrikerna inom koncernen alla nedlagts, med undantag för Rörstrand. När affärsidén om "det dukade bordet" slutligen misslyckats förvärvades UE-koncernen i omgångar av investmentbolaget Proventus 1982-1984 varefter den styckades. Då hade även en fastighetsrörelse i form av Solna Centrum tillkommit. Rörstrand såldes 1984 till finländska Wärtsilä, och Solna Centrum 1985 till fastighetsbolaget Piren. Kosta Boda och Gense såldes 1989 till investmentbolaget Incentive, där Kosta Boda slogs samman med Orrefors.

## Konstnärer och formgivare i urval
- Olle Alberius 1960-talet
- Göran Andersson 1960-talet
- Sigvard Andersson
- Ingrid Atterberg 1944–1963
- Kjell Blomberg 1952–1957
- Gabriel Burmeister 1921–1922
- Dorothy Clough 1954–1957
- Ewald Dahlskog 1910–1920-talet
- Allan Ebeling 1929–1930
- Eva Fahlcrantz 1969–1971
- Einar Forseth 1917 och under 1920-talets början
- Paula von Freyman 1962–1964
- Viking Göransson
- Olof Hellström
- Eva Jancke-Björk
- Helge Johansson[2]
- Taisto Kaasinen 1952–1961
- Vicke Lindstrand 1942–1950
- Ella Lagerman
- Einar Luterkort 1929–1932
- Gertrud Lönegren 1930-talet
- Carl Malmsten
- Lillemor Mannerheim 1952–1959
- Ruth Milles
- Einar Nerman 1910-talet
- Bertil Nilsson
- Hjördis Oldfors 1953–1959
- Edvin Ollers 1917-1918
- Arthur Percy
- Harald Pettersson 1890-1920
- Britt Philipsson 1960-talet
- Hyonsun Rhee 1963-1965
- Greta Runeborg 1937–1941
- Mari Simmulson 1949–1972
- Sven Erik Skawonius 1935–1939 (konstnärlig ledare 1953–1957 och 1962–1971)
- Eddy Syrén
- Berit Ternell 1960-talet
- Anna-Lisa Thomson 1933–1952
- Rolf Trolle 1920-talet
- Harald Östergren 1923–1947

## Ekeby Bruk järnvägsstation
Ekeby Bruk var en station längs Uppsala-Enköpings Järnväg och uppfördes 1912. Stationen låg alldeles intill bruket och industrispår gick in på bruksområdet.